# So Real (canción de Jeff Buckley)
«So Real» es una canción perteneciente al cantautor estadounidense Jeff Buckley. forma parte del álbum de 1994, titulado Grace; siendo este su tercer sencillo de difusión.
Michael Tighe, un guitarrista que se unió a la banda de acompañamiento de Buckley en última hora de la grabación de Grace; trajo con él lo que se convertiría en el riff principal de "So Real" que conjuga en la estructura armónica del mismo.
La canción se iba llamar "Forget Her", y que estaba originalmente en la lista de pistas del álbum, pero posteriormente Buckley la reemplazó como "So Real".